# Algarve FM
A Algarve FM é uma rádio local, sediada em Silves. Opera em três frequências: 91.8 MHz, 92.4 MHz e 93.7 MHz, com o RDS «ALGARVFM». Foi criada em 10 de Outubro de 2006, na sequência da compra da quota pertencente ao Racal Clube na antiga Rádio Racal. Um dos objectivos principais foi a transformação da rádio numa estação mais urbana, porém sem deixar de seguir o conceito da Rádio Racal.